# Kenneth Hall
Sir Kenneth Octavius Hall ON, GCMG, OJ (* 24. April 1941 in Lucea, Jamaika) war vom 15. Februar 2006 bis zum 26. Februar 2009 Generalgouverneur von Jamaika. Er war an verschiedenen Hochschulen in den Vereinigten Staaten, Kanada und auf Jamaika tätig.
Hall war ursprünglich Lehrer in Lucea. 1966 bis 1973 arbeitete er in verschiedenen Positionen an der University of the West Indies und der Queen’s University in Kanada. 1974 erhielt er eine Professur an den Hobart and William Smith Colleges in New York. Später wechselte er zur State University of New York, wo er hohe Posten in der Verwaltung bekleidete. Höhepunkt seiner akademischen Karriere ist die Vizepräsidentschaft der University of the West Indies in Kingston.
Am 15. Februar 2006 wurde er von Elisabeth II. auf Empfehlung von Premierminister Percival J. Patterson zum Generalgouverneur ernannt. In diesem Amt vertrat er die Königin bei zeremoniellen Aufgaben und ernannte im Auftrag des Regierungschefs Minister. Aus gesundheitlichen Gründen legte er sein Amt im Februar 2009 nieder. Seine Nachfolge übernahm Patrick Allen.